# Okzsetpesz FK
Az Okzsetpesz FK (kazak betűkkel Оқжетпес Көкшетау Футбол Клубы, magyar átírásban Okzsetpesz Köksetau Futbol Klubi) kazak labdarúgócsapat Köksetau városából. 
A klub nevét egy szikláról kapta, és annyit jelent: „nyílvessző sosem éri el”. A legenda szerint a 18. század Közép-Ázsiájának legtekintélyesebb államférfija, Ablaj kán, Orta Dzsuz kánja, egy bebörtönzött lánynak nem tudott párt találni katonái közül, ezért arra kérte, hogy válasszon saját maga. A lány felmászott egy közeli sziklára, és azt mondta: „Aki nyílvesszővel átlövi a nyakamba akasztott sálat, az feleségül vehet…” A feladatot senki sem tudta teljesíteni. A szikla, amire felmászott az okzsetpesz nevet kapta.

## Korábbi nevek
- 1968–1990: Torpedo Koksetau
- 1990–1991: Szpartak Koksetau
- 1991–1994: FK Köksetau
- 1994–1997: FK Kökse
- 1997–1998: Automobiliszt Sortandi (székhelyét Sortandiba helyezte át)
- 1998–1999: Himik Sztepanogorszk (székhelyét Sztepnogorszkba helyezte át)
- 1999–2000: Akmola Sztepanogorszk
- 2000–2001: Akmola Köksetau (székhelyét Köksetauba helyezte vissza)
- 2001–2004: Jeszil Köksetau

2004 óta jelenlegi nevén szerepel.

## Története

### A Szovjetunióban (1968–1992)
Az 1968-ban alapított klub a szovjet bajnokság „Klassz B”-osztályának (mai harmadosztály) kazak területi csoportjában kezdte meg szereplését Torpedo Koksetau néven. Az első szezonban elért 10. helyet egy 14., majd egy 7. hely követte, majd a szovjet labdarúgó-bajnokságok átszervezése miatt egy osztállyal lentebb sorolták.
A harmadosztályba kilenc év elteltével, 1979-ben sikerült visszakapaszkodnia, ahol az első független kazak labdarúgó-bajnokság 1992-es indításáig középcsapatként szerepelt.

### A független Kazahsztánban (1992 óta)
Az első független kazak labdarúgó-bajnokságban másodosztályában FK Köksetau néven indult, és bár a bajnokságban középcsapatként szerepelt, a kupában a legjobb nyolc közé jutásért játszott mérkőzésen tizenegyesekkel esett ki. A következő idény a bajnokságban hasonlóan rosszul sikerült, a kupában a nyolc között búcsúzott.
Az 1994-es szezonban a kupában hamar kiesett, azonban a bajnokságban végig a feljutást jelentő első két helyért küzdött, végül a harmadik helyen végzett. Bár az 1995-ös szezont is a harmadik helyen fejezte be, az élvonal csapatlétszám-növelésének köszönhetően története során első alkalommal élvonalbeli tagságot jegyzett.
Az első élvonalbeli szezon azonban csúfos kudarcba csapott. Az ekkor már FK Kökse-ként szereplő csapat utolsó helyen végzett. A kiesett FK Kökse feloszlott, a vezetőség a feljutó Sortandiba helyezte át székhelyét és Automobiliszt Sortandi néven nevezett az élvonalba., amelyet a 11. helyen zárt. A bennmaradás ellenére a csapatot feloszlatták és Sztepanogorszkba költöztek. Az 1998-as bajnokságot Himik Sztepanogorszk néven kezdte meg, és a csapat történetének legjobb eredményét érte el: a 8. helyen végzett.
A „siker” ellenére a klub újból nevet váltott, az 1999-es szezont már Akmola Sztepanogorszk néven kezdte meg. A újabb keresztelő ezúttal negatív hatással bírt, a csapat az utolsó előtti helyen búcsúzott az élvonaltól.
Az első osztályú tagságot újabb székhely-változtatással érte el: a klub visszatért Köksetauba, és Akmola néven a 10. helyen végzett.
A székhelymódosítások kora ugyan befejeződött, de a klubnév-váltásoké nem. A 2001-es szezont már Jeszil Köksetau-ként kezdte meg és a 10. helyen végzett. A Jertisz név a következő szezonban már kevésbé csengett sikeresen, mivel a klub mind az alapszakaszban, mind a osztályozó rájátszásában az utolsó helyen végzett. A kiesést csak annak köszönhetően kerülhette el, hogy a kazak labdarúgó-bajnokság első osztályára jellemzően újra több csapat is bejelentette visszalépését. A kiesést szerencsés módon elkerülő csapatnak előbb komoly pénzügyi nehézségei adódtak, majd miután több korábbi átigazolásért, illetve a nevezésért sem tudott fizetni, az utolsó helyen álló Jertisz visszalépett a bajnokságtól, majd feloszlott.
A Jertisz-t csődjét az újabb névváltás egyensúlyozta, és Okzsetpesz FK néven továbbra is szerepelt köksetaui csapat az élvonalban, és bár a középmezőnyhöz tartozik, öt éve stabil tagja.
Az Okzsetpesz 2009-ben a 9. helyen végzett, azonban a nemzetközi kupa indulás kérdése Kazahsztánban korántsem volt ilyen egyértelmű. A kazak bajnok és kazakkupa-győztes is az Aktöbe FK csapata lett, így a kupagyőztes jogán a másik kazakkupa-döntős csapat, az Alma-Ata FK lett jogosult indulni. Az Alma-Ata FK 2008 decemberében visszalépett a 2009-es kazak labdarúgó-bajnokságtól és a nemzetközi kupaszerepléstől is, helyére a bajnokság második helyezettje, a Tobil Kosztanaj FK lépett, az UEFA előírásai alapján az Európa-liga második selejtezőkörében kezdi meg szereplését. A harmadik helyezett Jertisz Pavlodar FK mellett a bajnokság negyedik helyezett csapata, a Kajszar FK lett volna jogosult indulni az Európa-liga első selejtezőkörében, azonban nem kapták meg a szükséges UEFA-licencet. Az ötödik helyezett Megaszport Almati FK egyesült a korábban visszalépett Alma-Ata FK-val, és új néven, Lokomotiv Asztana FK-ként szerepelnek a jövőben. Mivel az új klubnak szintén nem volt megfelelő licence (a kazakkupa-döntős Alma-Ata FK indulási jogáról a visszalépéssel lemondott), ezért a sorban a hatodik helyezett, a Budapest Honvéd 2008-as Intertotó-kupa ellenfele, a Zsetiszu FK következett. Ők anyagi okok miatt nem vállalták a nemzetközi szereplést, a hetedik helyezett Sahter Karagandi FK-nak licencgondjai adódtak, a nyolcadik helyezett Alma-Ata FK visszalépett, így az indulási jog a kilencedik helyezett Okzsetpeszre szállt.

## Eredmények

### Európaikupa-szereplés

#### Összesítve
| Kupa        | J | GY | D | V | LG–RG |
| ----------- | - | -- | - | - | ----- |
| Európa-liga | 2 | 1  | 0 | 1 | 2–3   |
| Összesítve  | 2 | 1  | 0 | 1 | 2–3   |

#### Szezonális bontásban
| Idény     | Kupa        | Forduló         | Klub            | 1. mérk. | 2. mérk. | Össz. |
| --------- | ----------- | --------------- | --------------- | -------- | -------- | ----- |
| 2009–2010 | Európa-liga | 1. selejtezőkör | Zimbru Chișinău | 2–1      | 0–2      | 2–3   |

Megjegyzés: Az eredmények minden esetben a Okzsetpesz szemszögéből értendőek, a dőlten írt mérkőzéseket pályaválasztóként játszotta.

## Külső hivatkozások
- Az Okzsetpesz hivatalos oldala Archiválva 2012. augusztus 15-i dátummal a Wayback Machine-ben (oroszul)
- Az Okzsetpesz adatlapja az uefa.com-on (angolul)
- Az Okzsetpesz adatlapja a klisf.info-n (oroszul)